# National Football Academy
Die National Football Academy, oftmals NFA abgekürzt, war eine singapurische Fußballakademie in Jalan Besar, Kallang, Singapur.

## Geschichte und Hintergrund
Die Football Association of Singapore gründete die National Football Academy Ende der 1990er Jahre nach Vorbild des französischen INF Clairefontaine, um im Rahmen der „Goal 2010“-Initiative, bei der die erstmalige Qualifikation der singapurischen Nationalmannschaft für eine Weltmeisterschaftsendrunde für das WM-turnier 2010 angestrebt wurde, sowie als Unterbau der 1995 gestarteten Singapore Premier League die nationale Talentförderung zu fördern. Im August 2000 nahm sie ihren Betrieb in unmittelbarer Nachbarschaft zum Jalan Besar Stadium als Teil des Jalan Besar Sports and Recreation Centres auf.
Die Akademie verfügte über Mannschaft in verschiedenen Altersgruppen, die an nationalen und internationalen Wettbewerben teilnehmen. Die U-18-Mannschaft trat nach ihrer Gründung in der Prime League an. Die jüngeren Jahrgänge traten beim Lion City Cup, einem jährlich durchgeführten internationalen Einladungsturnier der Football Association of Singapore, an und trafen dort auf Nachwuchsmannschaften europäischer und südamerikanischer Spitzenklubs.
Einige spätere singapurische Nationalspieler wie Amirul Adli, Hami Syahin, Jacob Mahler oder Anumanthan Kumar durchliefen die Fußballakademie, ehe sie zu einem der Vereine aus der Singapore Premier League wechselten.
Rund um das Jahr 2018 wurde der Fußball in Singapur reformiert, dabei wurden unter anderem die Akademie sowie die Prime League aufgelöst und in die Singapore Football League integriert. Später wurde die Jugendarbeit unter dem Motto „Unleash the Roar“ neu aufgesetzt und in die Schularbeit integriert, dabei wurden der spanische Ligaverband LaLiga, der unter anderem hinter der Primera División steht, und Borussia Dortmund als Partner verpflichtet.